# Другата в мен
„Другата в мен“ (на английски: The Brave One) е психологически трилър от 2007 г. на режисьора Нийл Джордан, по сценарий на Родерик Тайлър, Брус А. Тейлър и Синтия Морт. Във филма участват Джоди Фостър, Терънс Хауърд, Навийн Андрюс, Ники Кат, Зоуи Кравиц, Мери Стийнбъргън и Луис Де Силва.
Филмът е пуснат в Съединените щати на 14 септември 2007 г. Филмът получи смесени отзиви от критиците, които аплодираха изпълнението на Фостър. В 65-ите награди „Златен глобус“, Фостър е номинирана за най-добра актриса в драма.

## Актьорски състав
| Актьор           | Роля                           |
| ---------------- | ------------------------------ |
| Джоди Фостър     | Ерика Бейн                     |
| Терънс Хауърд    | Детектив Шон Мърсър            |
| Навийн Андрюс    | Доктор Дейвид Кирмани          |
| Ники Кат         | Детектив Витале                |
| Зоуи Кравиц      | Клоуи                          |
| Мери Стийнбъргън | Карол                          |
| Луис Де Силва    | Лий                            |
| Джейн Адамс      | Никол                          |
| Джон Магаро      | Итън                           |
| Ейнджъл Синг     | Дилър                          |
| Дейна Ескелсън   | Художник на полицейските скици |
| Кармен Еджого    | Джаки                          |
| Джеймс Бибери    | Детектив Питни                 |
| Лени Венито      | Мортел                         |
| Лари Фесенден    | Санди Комбс                    |
| Ан Нгуен         | Ида Комбс                      |

## В България
В България филмът е пуснат по кината на 12 октомври 2007 г. от Александра Филмс.
На 25 февруари 2008 г. е издаден на DVD от Прооптики.
През януари 2013 г. е излъчен по bTV с български дублаж. Екипът се състои от:
| Озвучаващи артисти  | Елена Русалиева Гергана Стоянова Васил Бинев Георги Георгиев-Гого Благой Бойчев Христо Чешмеджиев |
| Преводач            | Полина Николова                                                                                   |
| Тонрежисьор         | Наталия Василева                                                                                  |
| Режисьор на дублажа | Чавдар Монов                                                                                      |